# Numa Daiki
Daiki Numa (沼 大希 Numa, Daiki, sinh ngày 2 tháng 5 năm 1997 ở Neyagawa, Osaka) là một cầu thủ bóng đá người Nhật Bản thi đấu cho Kyoto Sanga FC.

## Thống kê câu lạc bộ
Cập nhật đến ngày 23 tháng 2 năm 2018.
| Thành tích câu lạc bộ | Thành tích câu lạc bộ | Thành tích câu lạc bộ | Giải vô địch | Giải vô địch | Cúp                   | Cúp                   | Tổng cộng | Tổng cộng |
| Mùa giải              | Câu lạc bộ            | Giải vô địch          | Số trận      | Bàn thắng    | Số trận               | Bàn thắng             | Số trận   | Bàn thắng |
| Nhật Bản              | Nhật Bản              | Nhật Bản              | Giải vô địch | Giải vô địch | Cúp Hoàng đế Nhật Bản | Cúp Hoàng đế Nhật Bản | Tổng cộng | Tổng cộng |
| --------------------- | --------------------- | --------------------- | ------------ | ------------ | --------------------- | --------------------- | --------- | --------- |
| 2016                  | Kyoto Sanga           | J2 League             | 6            | 1            | 0                     | 0                     | 6         | 1         |
| 2017                  | Gainare Tottori       | J3 League             | 30           | 4            | 1                     | 0                     | 31        | 4         |
| Tổng cộng sự nghiệp   | Tổng cộng sự nghiệp   | Tổng cộng sự nghiệp   | 36           | 5            | 1                     | 0                     | 37        | 5         |